# 章庄乡
章庄乡，是中华人民共和国江西省吉安市安福县下辖的一个乡镇级行政单位。

## 行政区划
章庄乡下辖以下地区：
章庄村、三江村、白沙村、白云村、塘溪村、将坑村、会口村、留田村和西坑村。